# 4242 Brecher
A 4242 Brecher (ideiglenes jelöléssel 1981 FQ) a Naprendszer kisbolygóövében található aszteroida. Harvard Observatory fedezte fel 1981. március 28-án.